# Centrum Dialogu
Centrum Dialogu lub Centre du Dialogue – polonijny ośrodek kulturalny prowadzony przez pallotynów w Paryżu.

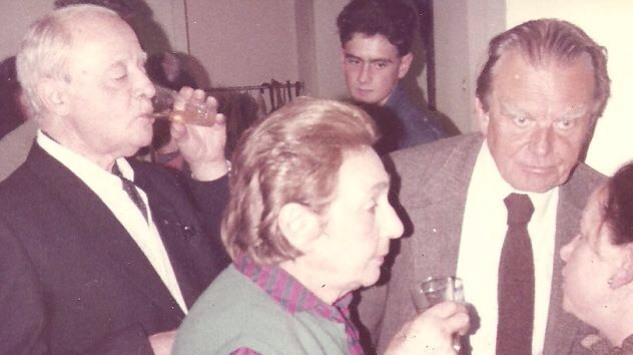
Na pierwszym planie od lewej: Jerzy Giedroyc, Zofia Hertzowa, Czesław Miłosz, Danuta Szumska (profil) - Centrum Dialogu oo.Pallotynów w Paryżu przy ulicy Surcouf. Koniec czerwca 1975 roku. Fot. A.T.Kijowski

Działalność księży pallotynów w Paryżu pod szyldem założonego w 1973 roku Centre du Dialogue Adam Zagajewski określił następująco: "Na ulicy Surcouf księża pallotyni stworzyli coś niezwykłego: model polskiego kościoła otwartego. Stało się to jakby mimochodem, jakby bez planowania, bez podkreślania: my jesteśmy inni. A przecież nie było to łatwe. [...] Ten sukces był zasługą ks. Zenona Modzelewskiego". Spiritus movens tego centrum był ks. Józef Sadzik.